# Albert Mountain Award

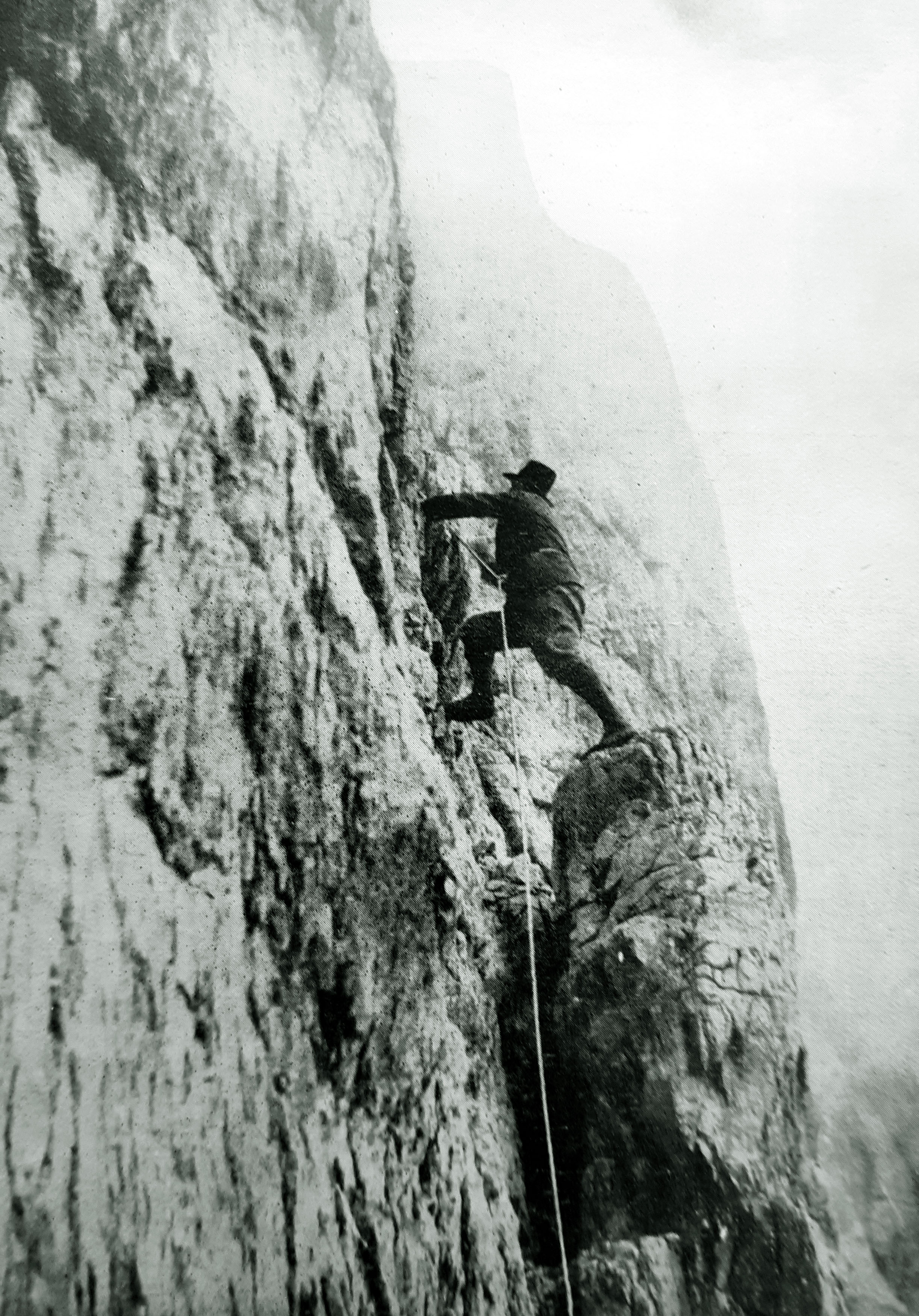
König Albert I. erklimmt die Cima Brenta in den Dolomiten (1931)

Der Albert Mountain Award ist eine Schweizer Auszeichnung, die von der King Albert I Memorial Foundation (gegründet 1993, Sitz Zürich) an Personen oder Organisationen für außerordentliche Verdienste in der alpinen Welt – unter anderem in den Bereichen Wissenschaft, Kunst, sozialen Projekten, Unfallverhütung, Umweltschutz und Ausbildung – vergeben wird.

## Geschichte
Der Preis wird seit 1994 alle zwei Jahre verliehen. Anfangs hiess er King Albert Mountain Award. Er erinnert an den belgischen König Albert I. (1875–1934), der ein ausgezeichneter Bergsteiger und Kletterer war und am 17. Februar 1934 bei Marche-les-Dames am Rocher inaccesible in Belgien aus ungeklärten Umständen zu Tode stürzte. Man nannte ihn Le Roi Alpiniste (Bergsteigerkönig). 
Initiant der Stiftung und der Auszeichnung war 1993 Walter Amstutz, ein enger Freund von König Albert I. und einst Kurdirektor von St. Moritz. Dort und in Pontresina findet die Verleihung in der Regel abwechslungsweise statt, 2020 erstmals abweichend davon im Alpinen Museum der Schweiz in Bern.
Der Stiftungsrat der King Albert I Memorial Foundation besteht aus Dominik Siegrist (Präsident), Frank-Urs Müller (Sekretär), Daniel Anker, Lode Beckers, Alexandra Gozon, Wilfried Haeberli, Beat Hächler, Anne Roches, Marc Schnyder, Johan Swinnen und Lucie Wiget (Stand 2024).

## Preisträgerinnen und Preisträger (Auswahl)
- Kurt Albert
- Bernd Arnold[4]
- Alpines Museum der Schweiz
- Werner Bätzing
- Catherine Destivelle
- Ursula Bauer und Jürg Frischknecht
- Augusto Gansser
- Elizabeth Hawley
- Lois Hechenblaikner
- John Hunt
- Gerlinde Kaltenbrunner
- Christian Körner
- Sofie Lenaerts
- Erhard Loretan
- Nives Meroi und Romano Benet[5]
- Bruno Messerli
- Silvia Metzeltin
- Walter Niedermayr
- Oswald Oelz
- Albert Precht
- Claude und Yves Rémy
- Wanda Rutkiewicz
- Pit Schubert
- Schweizerischer Nationalpark
- Stephen Venables
- Bradford Washburn
- Jürgen Winkler
- Christian Zehnder[6]
- Emil Zopfi